# Rio Santa Clara
O Rio Santa Clara (em inglês:  Santa Clara River), possui cerca de 160 quilômetros de comprimento. Está localizado na Califórnia nos Estados Unidos. A nascente está estabelecida na Serra de San Gabriel e sua foz no Oceano Pacifico.